# Relchela
Relchela és un gènere monotípic de plantes de la família de les poàcies. La seva única espècie: Relchela panicoides Steud., és originària de Xile i l'Argentina.

## Descripció
És una planta perenne, rizomatosa i estolonífera amb culms de 20-60 cm d'alt; herbàcia; no ramificada a dalt. Fulles no agregades basalment; les fulles no auriculades, lineals; estretes; d'uns 5 mm d'ample, planes; no pseudopetiodes; sense venació; la lígula és una membrana dentada. Contra-lígula absent. És una planta bisexual, amb espiguetes bisexuals; amb flors hermafrodites. Inflorescència paniculada; més o menys irregular; espatulada; no comprèn inflorescències parcials i dels òrgans foliars.

## Taxonomia
Relchela panicoides va ser descrita per Ernst Gottlieb von Steudel i publicat a Synopsis Plantarum Glumacearum 1: 101. 1854.
Etimologia
Relchela: nom genèric 
panicoides: epítet llatí compost que significa "similar a Panicum, un altre gènere de les poàcies.
Sinonímia
- Agrostis asperula Phil.
- Agrostis corralensis Phil.
- Agrostis limonias Phil.
- Panicum oligostachyum Steud.[2][3][4]